# Агни (конунг)
Вижте пояснителната страница за други значения на Агни.
Агни (Agni или също Agne Skjalfarbonde) е легендарен конунг от династията Инглинги, от най-ранния им клон – Скилфинги.
Агни бил син на Даг Мъдрия и бил много войнствен конунг.
Веднъж той разорил страната на фините, победил войската им и сред многото плячка и пленници взел със себе си и децата на владетеля на фините Фрости – дъщеря му Скялв и сина му Логи. Когато се върнал в Швеция, спрял с войската си в една гора да почива, а Скялв, за която той искал да се ожени, го помолила да направи помен за смъртта на баща ѝ. Агни се съгласил. Нататък Сага за Инглингите разказва:
Агни носел едно златно колие, което някога било притежание на Висбур. Пиршеството в чест на Фрости било в разгара си. Когато Агни се напил, Скялв му казала да затегне хубаво колието си, което било на шията му, за да не го загуби. Той я послушал и легнал да спи. Шатрата му била на края на гората и над нея имало високо дърво, което да я пази от летния зной. Скялв изчакала Агни да заспи и завързала колието с дебело въже. Верните ѝ хора спуснали шатрата, завързали въжето за клоните на дървото и натиснали така, че Агни виснал точно под дървото. Така той намерил смъртта си. Бил погребан на същото място, днес в околностите на Стокхолм.
Синовете на Агни били Алрик и Ейрик.

## Приблизителна датировка
Шведският археолог Биргер Нерман на основание археологически и други данни датира смъртта на Агни към началото на V в.